# 左胃動脈
在人體中，左胃動脈源自於腹腔動脈並流經胃小彎上段。左胃動脈會分出食道支，供養食道下段。左胃動脈會與右胃動脈吻合，由右流到左。

## 病理學
如果胃潰瘍侵犯到胃黏膜下層的動脈支，可能導致嚴重出血。血液進入胃腔可能會導致呕血或黑便。

## 其他圖像
|  |  |  |
|  |  |  |

## 外部連結
- 人体解剖学在线（Human Anatomy Online）网站上的相关图片：38:01-0103 - "Stomach, Spleen and Liver: The Right and Left Gastric Artery"
- 橫截面圖像：pembody/body8a - 維也納醫科大學生物塑化實驗室提供
- （英文）celiactrunk 在韦斯利诺曼的解剖课上（乔治城大学）
- Branching at uhrad.com （页面存档备份，存于）